# Burton (Lincolnshire)
Pour les articles homonymes, voir Burton.
Burton est une paroisse civile et un village du Lincolnshire, en Angleterre.